# Museo de la Vida
El Museo de la Vida (en portugués Museu da Vida) es un espacio localizado en la Fundación Oswaldo Cruz —la mayor institución de salud pública en Brasil, vinculada al Ministerio de Salud—, en la ciudad de Río de Janeiro, Brasil.
Es un espacio integrado, donde ciencia, cultura, y sociedad se vinculan, con el objetivo de informar y educar en ciencia, salud y tecnología de una manera lúcida y creativa, a través de exposiciones permanentes, actividades interactivas, multimedia, teatro y laboratorio.
El circuito de la visita comienza en el centro de recepción, donde los visitantes reciben información y orientación, y pueden subir al «trencito de la ciencia» para conocer sus áreas temáticas: «Pasado y Presente», «Parque de las Ciencias», «Ciencias de escena» y «Mariposario». Los espacios tienen exposiciones a largo plazo, abarcando temas como biodiversidad, evolución, energía, y ciencia, percepción sensorial, perspectiva e historia de la ciencia.

## ¡Alô, profesor!
El Servicio de Educación en Ciencia y Salud promueve encuentros para profesores para una visita especial al Museo de la Vida. Esta actividad es gratuita y se programa con anterioridad, telefoneando o escribiendo.

## Ubicación
Av. Brasil, 4365 – Manguinhos, CEP 21045-900 - Río de Janeiro, RJ. - Brasil
Contacto: +55-21-2590-6747.
Abre de martes a viernes de 9 a 16:30 y sábados de 10 a 16. La entrada es gratuita.